# واتش دوغز 2
واتش دوغز 2 (بالإنجليزية: Watch Dogs 2)‏ هي لعبة فيديو من نوع أكشن-مغامرات وتسلل من تصويب منظور الشخص الثالث، صدرت في تاريخ 15 نوفمبر 2016، وهي متوفرة على أجهزة ويندوز، بلاي ستيشن 4 وإكس بوكس ون. اللعبة من تطوير يوبي سوفت مونتريال ومن نشر يوبي سوفت. وهي تكملة للعبة واتش دوغز التي صدرت في 2014. تحتوي اللعبة على ترجمة للحوارات باللغة العربية. 

## موجز
تقع أحداث اللعبة في مدينة سان فرانسيسكو ويمكن التنقل في عالم اللعبة سيرا أو بالمركبات. بطل القصة هو ماركوس هولواي وهو هاكر شاب وشخصية جديدة في السلسلة، يتقن حركات الباركور، يعمل مع مجموعة القراصنة «ديدسيك» (بالإنجليزية: DedSec)‏ من أجل إسقاط نظام المراقبة المتقدم باسم «سي تي أو إس» (بالإنجليزية: ctOS 2.0)‏.

## اللعب
تحمل لعبة واتش دوغز 2 الكثير من عناصر التجسس مع بيئة عالم مفتوح وتدعم اللعبة منظور الشخص الثالث، وتدور القصة في نسخة خيالية من مدينة سان فرانسيسكو التي تتألف من ست مناطق مختلفة: منطقة وسط المدينة، سيفيك، الساحل، أوكلاند، مارين، وادي السليكون، وتحتوي كل منطقة خصائص فريدة
ويمكن للاعبين التنقل في المدينة على الأقدام أو بواسطة مركبات مثل السيارات والشاحنات والدراجات النارية، والدراجات الرباعية والقوارب.

### الشخصيات
- ماركس هولواي هو هاكر يعيش في المدينة التكنولوجيا سان فرانسيسكو. إتحد مع مجموعة الهاكرز Dedsec لتحطيم نظامctOS 2.0.

### المنظمات والمجموعات
- Dedsec هي مجموعة هاكرز دولية تقوم المجموعة بمساعدة ماركوس لاجتياز أكبر عمليات اختراق في التاريخ وتدمير ctOS.

## وصلة خارجية
- الموقع الرسمي
 (الإنجليزية)
- الصفحة الرسمية للعبة واتش دوغز 2 باللغة العربية
- العرض الرسمي مترجم بالعربية